# شاخت-اودورف
شاخت-اودورف (به آلمانی: Schacht-Audorf) یک شهر در آلمان است که در رندسبورگ-اکرنفورده واقع شده‌است. شاخت-اودورف ۴٬۵۷۱ نفر جمعیت دارد.